# Сан Салваторе Телезино
Сан Салваторе Телезино (итал. San Salvatore Telesino) је насеље у Италији у округу Беневенто, региону Кампанија.
Према процени из 2011. у насељу је живело 2184 становника. Насеље се налази на надморској висини од 89 м.

## Становништво
Према резултатима пописа становништва 2011. у општини је живело 4.038 становника.
| 1931. | 1936. | 1951. | 1961. | 1971. | 1981. | 1991. | 2001. | 2011. |
| ----- | ----- | ----- | ----- | ----- | ----- | ----- | ----- | ----- |
| 3.098 | 3.467 | 3.641 | 3.451 | 3.168 | 3.498 | 3.696 | 3.706 | 4.038 |